# Shawn Marion
Shawn Dwayne Marion (Waukegan, Illinois, 7 de mayo de 1978) es un exjugador de baloncesto estadounidense que disputó 16 temporadas en la NBA. Con 2,01 metros de altura, jugaba en la posición de ala-pívot.
Fue apodado "The Matrix" por el analista de TNT y exjugador de baloncesto Kenny Smith durante la pretemporada de su año rookie debido a su imponente físico.

## Carrera

### Universidad
Procedente del Instituto Clarksville en Clarksville, Tennessee, Marion asistió a la Universidad de Vincennes, donde ganó el Allen J. Bradford NJCAA Region 12 MVP en dos ocasiones antes de moverse a la UNLV. En su año júnior con los Rebels, lideró al equipo en anotación promediando 18,7 puntos por partido y en rebotes con 9,3. En 29 partidos, taponó 54 tiros y robó 73 balones. El 22 de febrero de 1999, en un partido televisado a nivel nacional ante Texas Christian, Marion consiguió 34 puntos, 21 rebotes y 6 robos en la derrota de su equipo por 76-72.
En Vincennes, Marion disputó sus dos primeras temporadas, firmando en la primera 23,5 puntos, 13,1 rebotes, 2,9 tapones y 2 robos por partido. Fue nombrado MVP del National Junior College All-Star Game al anotar 21 puntos, 16 rebotes y 9 asistencias. En su primera campaña universitaria, sus números fueron: 23,3 puntos y 12,8 rebotes por encuentro, siendo posteriormente retirada su camiseta.
Tras solo una campaña en la División I de la NCAA, Marion dio el salto a la NBA.

### NBA

#### Phoenix Suns (1999-2008)

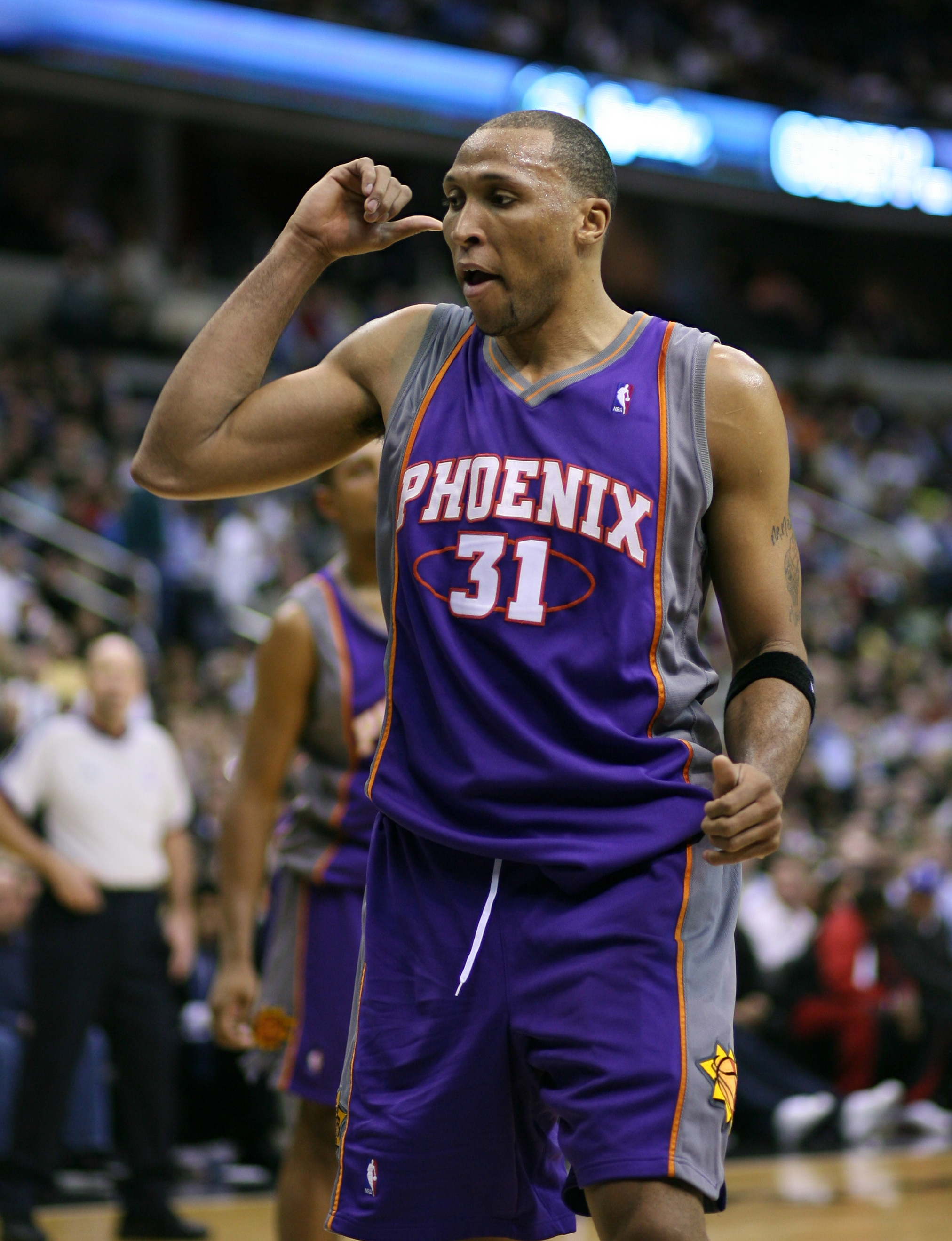
Marion en su etapa en Phoenix Suns.

Fue seleccionado por Phoenix Suns en la novena posición del Draft de 1999. En su primera temporada en la NBA, finalizó quinto en anotación de los Suns con 10,2 puntos por partido, tercero en rebotes con 6,5 y segundo en tapones con 1,04 en 51 partidos, jugando 38 como titular. Además, logró siete dobles y 8 partidos con 10 rebotes o más. Al finalizar la temporada regular, fue nombrado en el segundo mejor quinteto de rookies.
En su segunda campaña, llegó la explosión de Marion, consagrándose como uno de los aleros más prometedores de la liga al promediar 10.7 rebotes, primer jugador en la franquicia desde Charles Barkley en superar la barrera de la decena de rebotes en una temporada. Además, los complementó con 17,3 puntos y 1,67 robos de balón. El 26 de febrero fue por primera vez el mejor jugador de la semana en la NBA, tras liderar a los Suns a cuatro partidos consecutivos con victoria en los que promedió 21,8 puntos, 13,5 rebotes y un 57,6% en tiros de campo.
En 2003, fue elegido por primera vez en el All-Star, jugando como reserva del equipo de la Conferencia Oeste. En dicha temporada se fue hasta los 21.2 puntos y 9.5 rebotes en 81 partidos. Repetiría presencia en 2005 y 2006.
La llegada de Steve Nash favoreció a Marion, realizando los Suns desde su fichaje un juego ofensivo y al contraataque. Su mejor temporada fue la de 2005-06, segunda de Nash en la franquicia, en la que promedió 21,8 puntos y 11,8 rebotes, bajando tímidamente sus prestaciones en la última campaña, aunque valiéndole igualmente su concurso en el All-Star Game.
Durante el All-Star Weekend de 2005, fue miembro (junto a Dan Majerle y Diana Taurasi) del equipo de Phoenix, que ganó el "Shooting Stars".

#### Miami Heat (2008-2009)
Tras ocho temporadas y media en los Suns, en la campaña 2007-2008 Marion fue traspasado a Miami Heat junto con Marcus Banks a cambio de un Shaquille O'Neal muy lastrado por las lesiones.

#### Toronto Raptors (2009)
El 13 de febrero de 2009, fue traspasado a Toronto Raptors junto con Marcus Banks por Jermaine O'Neal y Jamario Moon.

#### Dallas Mavericks (2009-2014)
El 9 de julio de 2009, Marion firmó un contrato de 39 millones de dólares e inmediatamente fue traspasado a Dallas Mavericks como parte de un intercambio entre cuatro equipos.
En su segunda temporada en Dallas, fue pieza fundamental en la consecución del título, siendo titular en todos los partidos de Playoffs y promediando 11,9 puntos por encuentro.
El 3 de enero de 2014, superó la marca de 17 000 puntos y se unió a Hakeem Olajuwon, Karl Malone y Kevin Garnett como los únicos jugadores con al menos 17 000 puntos, 9000 rebotes, 1500 robos y 1000 tapones.

#### Cleveland Cavaliers (2014-2015)
El 9 de septiembre de 2014, tras cinco temporadas en Dallas, firmó contrato con los Cleveland Cavaliers.

### Retirada
El 18 de junio de 2015, tras la derrota de los Cleveland Cavaliers en las finales de la NBA a manos de los Golden State Warriors, Marion anunció su retirada de la NBA después de 16 temporadas.
El 15 de diciembre de 2023 los Phoenix Suns le retiraron su camiseta  con el dorsal número 31.

### Selección nacional
En verano de 2001 fue parte del equipo que representó a Estados Unidos en los Goodwill Games de 2001, y que se llevó la medalla de oro.
Marion fue integrante del combinado absoluto estadounidense que participó en el Mundial de 2002 y que terminó en sexta posición.
Fue parte del equipo que estadounidense participó en los Juegos Olímpicos de Atenas 2004 y que consiguió la medalla de bronce.

## Estadísticas de su carrera en la NBA
|  | Denota temporada en la que Marion ganó un campeonato de la NBA |

### Temporada regular
| Año      | Equipo    | PJ   | PT   | MPP  | %TC  | %3P  | %TL  | RPP  | APP | ROB | TPP | PPP  |
| -------- | --------- | ---- | ---- | ---- | ---- | ---- | ---- | ---- | --- | --- | --- | ---- |
| 1999-00  | Phoenix   | 51   | 38   | 24.7 | .471 | .182 | .847 | 6.5  | 1.4 | .8  | 1.0 | 10.2 |
| 2000-01  | Phoenix   | 79   | 79   | 36.2 | .480 | .256 | .810 | 10.7 | 2.0 | 1.7 | 1.4 | 17.3 |
| 2001-02  | Phoenix   | 81   | 81   | 38.4 | .469 | .393 | .845 | 9.9  | 2.0 | 1.8 | 1.1 | 19.1 |
| 2002-03  | Phoenix   | 81   | 81   | 41.6 | .452 | .387 | .851 | 9.5  | 2.4 | 2.3 | 1.2 | 21.2 |
| 2003-04  | Phoenix   | 79   | 79   | 40.7 | .440 | .340 | .851 | 9.3  | 2.7 | 2.1 | 1.3 | 19.0 |
| 2004-05  | Phoenix   | 81   | 81   | 38.8 | .476 | .334 | .833 | 11.3 | 1.9 | 2.0 | 1.5 | 19.4 |
| 2005-06  | Phoenix   | 81   | 81   | 40.3 | .525 | .331 | .809 | 11.8 | 1.8 | 2.0 | 1.7 | 21.8 |
| 2006-07  | Phoenix   | 80   | 80   | 37.6 | .524 | .317 | .810 | 9.8  | 1.7 | 2.0 | 1.5 | 17.5 |
| 2007-08  | Phoenix   | 47   | 47   | 36.4 | .526 | .347 | .713 | 9.9  | 2.1 | 2.0 | 1.5 | 15.8 |
| 2007-08  | Miami     | 16   | 15   | 37.6 | .459 | .258 | .690 | 11.2 | 2.5 | 1.9 | .9  | 14.3 |
| 2008-09  | Miami     | 42   | 41   | 36.1 | .482 | .200 | .788 | 8.7  | 1.8 | 1.4 | 1.1 | 12.0 |
| 2008-09  | Toronto   | 27   | 27   | 35.3 | .488 | .154 | .806 | 8.3  | 2.3 | 1.1 | .8  | 14.3 |
| 2009-10  | Dallas    | 75   | 75   | 31.8 | .508 | .158 | .755 | 6.4  | 1.4 | .9  | .8  | 12.0 |
| 2010-11  | Dallas    | 80   | 27   | 28.2 | .520 | .152 | .768 | 6.9  | 1.4 | .9  | .6  | 12.5 |
| 2011-12  | Dallas    | 63   | 63   | 30.5 | .446 | .294 | .796 | 7.4  | 2.1 | 1.1 | .6  | 10.6 |
| 2012-13  | Dallas    | 67   | 67   | 30.0 | .514 | .315 | .782 | 7.8  | 2.4 | 1.1 | .7  | 12.0 |
| 2013-14  | Dallas    | 76   | 76   | 31.7 | .482 | .358 | .785 | 6.5  | 1.6 | 1.2 | .5  | 10.4 |
| 2014-15  | Cleveland | 57   | 24   | 19.3 | .446 | .261 | .765 | 3.5  | .9  | .5  | .5  | 4.8  |
| Total    | Total     | 1163 | 1062 | 34.5 | .484 | .331 | .810 | 8.7  | 1.9 | 1.5 | 1.1 | 15.2 |
| All-Star | All-Star  | 4    | 0    | 19.5 | .575 | .000 | .500 | 6.5  | 3.0 | 1.5 | .5  | 12.5 |

### Playoffs
| Año   | Equipo    | PJ  | PT  | MPP  | %TC  | %3P   | %TL  | RPP  | APP | ROB | TPP | PPP  |
| ----- | --------- | --- | --- | ---- | ---- | ----- | ---- | ---- | --- | --- | --- | ---- |
| 2000  | Phoenix   | 9   | 9   | 31.2 | .419 | .167  | .818 | 8.8  | .8  | .7  | 1.6 | 9.1  |
| 2001  | Phoenix   | 4   | 4   | 34.8 | .371 | 1.000 | .857 | 8.3  | .8  | 1.5 | 1.5 | 14.8 |
| 2003  | Phoenix   | 6   | 6   | 47.0 | .374 | .321  | .846 | 11.7 | 2.0 | 1.8 | 1.8 | 18.5 |
| 2005  | Phoenix   | 15  | 15  | 42.3 | .484 | .419  | .769 | 11.8 | 1.5 | 1.4 | 1.7 | 17.6 |
| 2006  | Phoenix   | 20  | 20  | 42.5 | .489 | .314  | .881 | 11.7 | 1.6 | 1.9 | 1.1 | 20.4 |
| 2007  | Phoenix   | 11  | 11  | 41.4 | .500 | .353  | .667 | 10.4 | 1.2 | 1.5 | 1.7 | 16.9 |
| 2010  | Dallas    | 6   | 6   | 24.7 | .407 | .000  | .800 | 4.2  | 1.0 | .2  | .5  | 8.7  |
| 2011  | Dallas    | 21  | 21  | 32.9 | .467 | .000  | .851 | 6.3  | 2.1 | 1.0 | .9  | 11.9 |
| 2012  | Dallas    | 4   | 4   | 35.0 | .425 | .286  | .900 | 8.0  | 1.0 | .3  | 1.3 | 11.8 |
| 2014  | Dallas    | 7   | 7   | 27.6 | .407 | .222  | .636 | 5.3  | 1.9 | .9  | .1  | 8.4  |
| 2015  | Cleveland | 6   | 0   | 4.2  | .167 | .000  | .000 | 1.0  | .2  | .3  | .0  | .3   |
| Total | Total     | 109 | 103 | 35.2 | .456 | .318  | .814 | 8.6  | 1.4 | 1.2 | 1.2 | 13.9 |

## Vida personal
Tiene un hijo, nacido en 2010, con su exnovia Jennifer Christenson.